# 梅開二度 (1957年電影)
《梅開二度》是香港東方影業公司在1957年10月發表的一部名粵劇電影，由當時名導演馮志剛執導，何非凡、吳君麗、羅劍郎、陳好逑主演。

## 演員
- 何非凡 飾 梅良玉
- 吴君丽 飾 陈杏元
- 罗剑郎 飾 陈春生
- 陈好逑 飾 周玉莲
- 刘克宣 飾 卢杞
- 许英秀 飾 陈日升
- 马笑英 飾 陈夫人
- 陈翠屏 飾 碧霞
- 柠　檬 飾 邱山
- 甘　露 飾 邱夫人
- 张　生 飾 邹伯符
- 陈立品 飾 周母
- 曾楚霖 飾 卢仁
- 袁小田
- 张作舟

## 幕後
- 道具：三泰公司
- 录音：谭宏远
- 剧务：卢金源
- 场记：黄景云
- 布景师：梁海山
- 音乐员：林兆鎏、王粤生、陈文达、李涤生、陈绍、叶华
- 化妆：谢泽源

## 外部連結
- 香港影庫上《梅開二度》的資料（繁體中文）